# Telegonia
La Telegonia (in greco antico: Τηλεγόνεια?, Tēlegóneia) è un antico poema epico greco andato perduto.

## Composizione e autore
Faceva parte del Ciclo Troiano, che raccontava in versi l'intera storia della guerra di Troia.
Le vicende trattate dalla Telegonia vengono cronologicamente dopo quelle dell'Odissea e si tratta della parte conclusiva del Ciclo Troiano.
Il poema, in soli due libri, è stato talvolta attribuito da fonti antiche a Cinetone di Sparta, ma Clemente Alessandrino sostiene invece che Eugammone di Cirene rubò il poema al leggendario poeta Museo; questa affermazione probabilmente significa che Eugammone si limitò a scrivere una preesistente epica tradizionale.
Nell'antichità la Telegonia potrebbe essere stata conosciuta anche come Thesprotís (Θεσπρωτίς), titolo riferito in un'occasione da Pausania. Secondo un'ipotesi alternativa, con Thesprotís si indicava soltanto il primo libro della Telegonia, che è ambientato in Tesprozia.
Una terza versione afferma che sarebbe esistito un poema del tutto diverso dalla Telegonia, chiamato appunto Thesprotís.
Secondo una quarta versione, la Telegonia e la Thesprotís sarebbero altresì due poemi diversi, che a un certo punto furono uniti sotto il titolo unico di Telegonia.
Al momento la maggior parte degli studiosi tende a considerare la terza e la quarta ipotesi come poco probabili, dal momento che non è possibile fornire alcuna dimostrazione al riguardo.
Inoltre, riferirsi a singoli episodi dell'epica omerica con dei titoli propri era una pratica comune
La data di composizione della Telegonia è, altresì, incerta. Cirene, la città natale di Eugammone, il supposto autore, venne fondata nel 631 a.C., ma la leggenda potrebbe essere esistita da epoche precedenti alla versione di Eugammone. Esiste una concreta possibilità che l'autore dell'Odissea conoscesse almeno alcune versioni della storia narrata nella Telegonia. Certamente, la datazione più verosimile per il poema di Eugammone è che sia stato composto nel VI secolo a.C.

## Struttura
La Telegonia si compone di due episodi distinti (probabilmente ciascuno occupava un libro): il viaggio di Ulisse in Tesprozia e la storia di Telegono.
Nelle attuali edizioni critiche della Telegonia sopravvivono soltanto due versi del testo originale.
Per conoscerne la trama si dipende quindi quasi completamente da un riassunto del Ciclo Troiano contenuto nella Crestomazia, scritta da un non meglio identificato Proclo (che forse potrebbe essere identificato con il grammatico del II secolo Eutichio Proclo). Poche altre fonti forniscono indicazioni sull'intreccio del poema.
L'opera si apre dopo il ritorno di Ulisse alla sua casa a Itaca e l'uccisione dei Proci (μνηστηροφονία), che avviene al termine dell'Odissea.
I Proci morti vengono sepolti e Ulisse, dopo aver compiuto dei sacrifici alle Ninfe, viaggia in Elide, dove fa visita a un personaggio altrimenti sconosciuto, Polisseno, che gli dona una coppa su cui è raffigurata la storia di Trofonio. Tornato a Itaca, Ulisse parte quindi per la Tesprozia, dove ha una storia d'amore con la regina Callidice, che gli dà un figlio, Polipete. Ulisse combatte poi dalla parte dei Tesproti nella guerra contro i loro vicini Brigi, e anche gli dèi intervengono in questo scontro: Atena, infatti, come di consueto si schiera a favore di Ulisse mentre Ares, il dio della guerra, parteggia per lo schieramento opposto. Quando la regina Callidice viene uccisa in battaglia, Apollo interviene a placare i suoi fratelli e Ulisse torna a Itaca.
Nel frattempo, si viene a sapere che Circe, con cui Ulisse aveva avuto una storia d'amore di un anno, gli aveva dato a sua volta un figlio, Telegono (Τηλέγονος = Nato lontano da casa), cresciuto sull'isola della madre, Eea. Dietro consiglio della dea Atena, Circe gli rivela il nome di suo padre e gli dona una lancia, forgiata dal dio Efesto, perché possa difendersi. Sulla punta di questa lancia è stato applicato il pungiglione velenoso di una razza.
Così equipaggiato, Telegono viene inviato dalla madre in cerca di Ulisse, ma una tempesta lo costringe ad approdare a Itaca, senza che egli capisca in quale luogo sia arrivato. Come è abitudine per gli eroi omerici quando si trovano in terra straniera, si dà al furto e, ignaro di chi ne sia il proprietario, inizia rubando il bestiame di Ulisse. Quest'ultimo accorre a difendere le sue proprietà, e finisce per venire ucciso dalla straordinaria lancia del figlio, realizzando così la profezia fatta da Tiresia nell'Odissea secondo la quale la morte per Ulisse sarebbe venuta «fuori dal mare».
Mentre Ulisse è a terra morente, vittima e carnefice si riconoscono e Telegono, disperatosi per l'errore commesso riporta il corpo di Ulisse a Eea, insieme a Penelope e Telemaco, dove l'eroe viene sepolto e la maga rende immortali gli altri. Telegono sposa Penelope e Telemaco sposa Circe. Tutto questo segna la fine della storia di Troia.

### Edizioni
- Edizioni online (versione inglese):
  - Frammenti della Telegonia traduzione di H.G. Evelyn-White, 1914 (pubblico dominio)
  - Frammenti di tutto il Ciclo Epico traduzione di H.G. Evelyn-White, 1914 (pubblico dominio); Progetto Gutenberg
- Edizioni a stampa (Il testo greco):
  - A. Bernabé 1987, Poetarum epicorum Graecorum testimonia et fragmenta pt. 1 (Lipsia: Teubner)
  - M. Davies 1988, Epicorum Graecorum fragmenta (Göttingen: Vandenhoek & Ruprecht)